# Hypererythrops semispinosa
Hypererythrops semispinosa är en kräftdjursart som beskrevs av Wang 1998. Hypererythrops semispinosa ingår i släktet Hypererythrops och familjen Mysidae. Inga underarter finns listade i Catalogue of Life.